# ZVV Scagha '66
ZVV Scagha '66 is een zaalvoetbalvereniging uit het Nederlandse Schagen opgericht op 26 januari 1966. ZVV Scagha '66 speelt zijn wedstrijden in de Groeneweghal in het noorden van Schagen. In het verleden speelde de club in de Spartahal aan de andere kant van de plaats.
ZVV Scagha '66 is de eerste club die landskampioen werd van Nederland in het zaalvoetbal. Dit gebeurde in het jaar 1969. In 1974 en 1975 werd de club nogmaals kampioen van Nederland.
In het seizoen 2022/23 speelde de club in de Eerste divisie waarin het promotie bewerkstelligde naar Eredivisie.
In de eredivisie wist Scagha ‘66 zich in het eerste seizoen te handhaven. In het tweede seizoen volgde degradatie na een seizoen waarin slechts 1 punt werd gepakt.